# Wiaczasłau Adamczyk
Wiaczasłau Adamczyk (biał. Вячаслаў Уладзіміравіч Адамчык, ur. 1 listopada 1933 we wsi Warakomszczyna w powiecie nowogródzkim, zm. 5 sierpnia 2001 w Mińsku) – białoruski pisarz, scenarzysta i dziennikarz.
Rodzice pisarza, Uładzimir i Branisława, żyli w biedzie, podobnie jak większość Białorusinów w granicach ówczesnej II Rzeczypospolitej. Dzieciństwo Adamczyka przypadło na czasy II wojny światowej. Pierwsze wiersze Adamczyka, napisane jeszcze w nastoletnim wieku, wydrukowała rejonowa gazeta „Za novuju viosku”. Aby pomóc rodzicom w utrzymaniu domu młody pisarz zatrudnił się przy załadunku towarów na kolei. Z tego względu szkołę średnią ukończył w trybie wieczorowym. W 1952 Adamczyk rozpoczął studia na Wydziale Dziennikarstwa Białoruskiego Uniwersytetu Państwowego. Za początek jego profesjonalnej twórczości literackiej uważany jest 1957, gdy wydrukowano pierwsze opowiadania pt. "Svoj čałaviek" oraz "Zonia".
W 1958 ukazała się pierwsza książka Adamczyka – zbiór opowiadań pt. „Svoj čałaviek”. W 1960 ukazała się książka „Mlečny šlach”. W 1965 Adamczyk ukończył studia literackie w Instytucie Literackim w Moskwie. W następnych latach pracował w takich czasopismach jak „Nioman”, „Połymia”, „Maładość” oraz w wytwórni filmowej „Biełaruśfilm”. Od 1982 był redaktorem naczelnym czasopisma dla dzieci „Biarozka”.
W białoruskiej literaturze zaznaczył się przede wszystkim jako autor pisanej w latach 1977-1990 tetralogii, w której skład weszły powieści „Čužaja baćkaŭščyna” (1977), „Hod nulavy” (1982), „I skaža toj, chto narodzicca” (1985), „Hołas kryvi brata tvajho” (1990). W dziełach tych autor uwiecznił obraz zapamiętanej z dzieciństwa ubogiej zachodniobiałoruskiej wsi będącej najpierw częścią Polski, a później zmuszonej do egzystencji w warunkach krwawej walki z faszyzmem. Wiaczasłau Adamczyk opisuje w swoich utworach ubogie wiejskie życie, którego zasady zdają się być niezmienne od stuleci. Pisarz pokazuje, iż narodową mentalność Białorusinów formowała przede wszystkim ciężka praca i walka zarówno z kataklizmami naturalnymi, jak i społecznymi.
Wiaczasłau Adamczyk jest również autorem powieści fantastycznej „Padarožža na Bucafale”, sztuki historycznej „Raina Hramyčyna” oraz autorem scenariuszy do filmów dokumentalnych „Ivan Mielež” (1977), „Valancin Taŭłaj” (1978), „Jakub Kołas” (1981). 
W 1980 za powieść „Čužaja baćkaŭščyna” otrzymał Nagrodę Literacką Związku Pisarzy Białorusi imienia I. Mieleża. W 1988 został laureatem Nagrody Państwowej Białorusi imienia Jakuba Kołasa (za powieści „Čužaja baćkaŭščyna”, „Hod nulavy”, „I skaža toj, chto narodzicca”). 
Zmarł w 2001 w Mińsku. Pochowany na Cmentarzu Kalwaryjskim.